# Bufotes pewzowi
Espèce
Synonymes
- Bufo viridis var. pewzowi Bedriaga, 1898
- Bufo pewzowi Bedriaga, 1898
- Pseudepidalea pewzowi (Bedriaga, 1898)
- Bufo viridis var. strauchi Bedriaga, 1898
- Bufo viridis var. grumgrzimailoi Bedriaga, 1898
- Bufo viridis unicolor Kastschenko, 1909
- Bufo nouettei Mocquard, 1910
- Bufo tianschanica Toktusunov, 1984
- Bufo danatensis taxkorensis Fei, 1999

Bufotes pewzowi est une espèce d'amphibiens de la famille des Bufonidae.

## Répartition
Cette espèce se rencontre :
- dans l'ouest de la Mongolie ;
- en Chine au Xinjiang sur les versants Nord et Est du Tian Shan, sur le versant Nord du Kunlun Shan et dans l'Est du Pamir ;
- dans la République de l'Altaï en Russie ;
- dans l'Est du Kazakhstan ;
- au Kirghizistan ;
- au Tadjikistan ;
- dans l'est de l'Ouzbékistan.

Sa présence est incertaine dans le nord de l'Afghanistan.

## Étymologie
Cette espèce est nommée en l'honneur du général Michail Wassiljewitsch Pewzow (1843–1902).

## Publication originale
- Bedriaga, 1898  : Wissenschaftliche Resultate der von N. M.. Prezewalski unternommenen Reisen. Zoologischer Theil. vol. III, part 1 Amphibien und Reptilien. Kaiserliche Akademie der Wissenschaften (texte intégral).